# Jules Morière
Jules Morière, né Pierre-Gilles Morière le 8 avril 1817 à Cormelles-le-Royal et mort le 19 octobre 1888 à Paris, est un naturaliste français.

## Biographie
Jules Morière nait en 1817 à Cormelles-le-Royal, petit village au sud de Caen (aujourd'hui dans l'agglomération caennaise). Il est issu d’une famille modeste d’agriculteurs. Son père, Pierre François Morière, était originaire de Saint-Loyer-des-Champs dans l'Orne et sa mère, Victoire Marie Sophie Dupont, de Landes-sur-Ajon dans le Calvados. 
Il commence sa carrière d’enseignement à l’âge de dix-neuf ans comme instituteur à Condé-sur-Noireau et l’année
suivante, en 1837, il obtint un poste de professeur aux cours spéciaux du lycée de Caen (actuel lycée Malherbe). Il décroche successivement ses grades de bachelier ès sciences mathématiques et physiques, de licencié ès sciences naturelles et de docteur ès sciences avant d’être nommé directeur des cours spéciaux du Lycée de Caen en 1848. Il obtient son diplôme de docteur ès sciences naturelles avec une thèse de botanique intitulée Considérations générales sur l'espèce. Influence du climat, du sol, de la culture et de l'hybridité sur les plantes. Étude spéciale du sol végétal. et une thèse de géologie et de minéralogie intitulée I. Note sur un gisement de baryte sulfatée que j'ai découvert à Laize-la-Ville (Calvados), le 8 juin 1848. II. Note sur un cas remarquable de production de sulfate de chaux naturel. III. Note sur un dépôt de grès situé dans la commune de Sainte-Opportune (Orne). IV. Découverte du genre Ammonite dans la pierre blanche de Langrune. V. Note sur un grès marin en voie de formation sur les côtes du Calvados. VI. Fragment d'une esquisse des falaises du Calvados. imprimée à Paris chez Firmin-Didot frères en 1859. Par un  arrêté du 10 mai 1859, il est chargé des cours de  botanique, géologie et minéralogie à la Faculté des Sciences de Caen. Il devint titulaire de la chaire par décret du 15 juillet 1861. Il est nommé doyen de la Faculté le 24 décembre 1879. Après la scission de sa chaire en janvier 1883, il conserve la partie dédiée à la botanique. Il est admis à faire valoir ses droits à la retraite à partir du 1 er novembre 1887.
Il très impliqué dans les nombreuses sociétés savantes de Caen. Il est admis en 1840 membre de la Société linnéenne de Normandie dont il fut le vice-président en 1848 et en 1861-1862, président en 1849 et en 1862-1863, secrétaire adjoint de 1850 à 1867 et secrétaire de 1868 à 1889. Il est également nommé secrétaire général de l’Association normande entre 1849 à 1880. Il entre en 1851 à la Société d'agriculture et de commerce de Caen dont il est le président entre 1883 et 1887. 
Promoteur des progrès de l’agriculture, il est nommé chevalier de la Légion d'honneur par le ministre de l’Agriculture le 8 août 1867 et élevé au grade d'officier le 30 décembre 1887.

## Œuvres
- Conservation du colza en meules d'après la méthode flamande, Caen, Delos, 1854
- Considérations générales sur la flore fossile et spécialement sur celle du lias. Découverte du genre Lomatopteris dans le grès liasique de Sainte-Honorine-la-Guillaume (Orne) , Caen, F. Le Blanc-Hardel, 1880
- Considérations générales sur l'espèce : influences du climat, du sol, de la culture et de l'hybridité sur les plantes : étude spéciale du sol végétal, Paris, Firmin Didot, 1859
- Considérations sur la maladie du pommier et sur sa plantation dans les terrains humides, Caen, Delos, 1854
- De la Basse-cour en général et des exportations d'œufs qui se sont faites par quelques ports du Calvados et de la Manche, Caen, F. Le Blanc-Hardel, 1868
- De la Castration des vaches ou du bœuvonnage, avantages offerts par cette opération, cas dans lesquels elle doit être pratiquée, Caen, A. Hardel, 1858
- De la Race bovine de l'île de Jersey, extrait d'une excursion agricole faite à Jersey en 1856... par MM. J. Girardin,... et J. Morière, Caen, A. Hardel, 1858
- De l'Abus des cultures épuisantes ; origine et progrès de la culture du colza dans la plaine de Caen ; comptes de culture comparés du colza, du blé et de la betterave, Caen, Hardel, 1855
- De l'Industrie beurrière dans le département de la Seine-Inférieure, son importance en 1877, Caen, F. Le Blanc-Hardel, 1877
- De l'Industrie beurrière dans le département du Calvados, son importance en 1877, Caen, F. Le Blanc-Hardel, 1877
- De l'Industrie fromagère dans le département de la Seine-Inférieure, son importance en 1877, Caen, F. Le Blanc-Hardel, 1877
- De l'Industrie fromagère dans le département du Calvados, son importance en 1877, Caen, F. Le Blanc-Hardel, 1877
- Des Irrigations considérées d'une manière générale et plus particulièrement dans la vallée d'Orbec, Caen, F. Le Blanc-Hardel, 1868
- Distilleries agricoles de betteraves, pommes de terre, topinambours, grains, système Leplay... [Comprenant une Notice sur le procédé Leplay, extrait des conférences publiques sur les distilleries de betteraves, Paris, Librairie agricole de la Maison rustique, 1862
- Étude sur l'origine, les transformations, le dessèchement et la mise en culture de la baie des Veys, Caen, A. Hardel, 1858
- Inauguration de la nouvelle galerie du Jardin des plantes de Caen, le mercredi 6 mai 1863, Caen, G. Philippe, 1865, 1863
- Influences qui s'exercent sur les espèces végétales pour en modifier la composition chimique (s. l. n. d.)
- Le département du Calvados à l'Exposition universelle de Paris, en 1855, Caen, Veuve Pagny, 1856
- Le Lias dans le département de l'Orne, son étendue, ses fossiles, Paris, A. Chaix, (1878)
- Note sur deux cas de tératologie végétale, Caen, A. Hardel, 1861
- Note sur deux espèces nouvelles de Mytilidées fossiles trouvées dans le Calvados, Caen, F. Le Blanc-Hardel, 1864
- Note sur deux végétaux fossiles trouvés dans le département du Calvados, Caen, F. Le Blanc-Hardel, 1866
- Note sur le grès de Sainte-Opportune et sur la formation liasique dans le département de l'Orne, Caen, A. Hardel, 1863
- Note sur les grès de Bagnoles (Orne), Caen, F. Le Blanc-Hardel, 1878
- Note sur les tombes ou composts du Bessin, Caen, E. Poisson, 1853
- Note sur plusieurs cas tératologiques offerts par le colza (″Brassica campestris″, D C) ; structure du pistil dans les Crucifères, Caen, A. Hardel, 1864
- Note sur quelques herborisations faites en 1860 : découverte du Melilotus parviflora, Desf., dans le Calvados et de l'Hymenophyllum tunbridgense, Sm., dans l'Orne, Caen, A. Hardel, 1861
- Note sur quelques Mytilidées fossiles trouvées dans le Calvados, Caen, F. Le Blanc-Hardel, 1867
- Note sur un ″Homalonotus″ du grès de May, Caen, F. Le Blanc-Hardel, 1884
- Note sur un cas de chorise dans le ″Galanthus nivalis″, et de floriparité dans le ″Cardamine pratensis″, Caen, A. Hardel, 1861
- Note sur un dépôt de grès situé dans la commune de Sainte-Opportune (Orne), Caen, A. Hardel, 1853
- Note sur un échantillon de ″Williamsonia″ Carruth, trouvé dans l'oxfordien des Vaches-Noires, en 1865, Caen, H. Delesques, 1889
- Note sur un Homalonotus du grès de May, Caen, F. Le Blanc-Hardel, 1884
- Note sur une fraxinelle monstrueuse, Caen, A. Hardel, 1863
- Note sur une Liliacée de la Californie, Caen, A. Hardel, 1863
- Note sur une maladie des pommiers causée par la fermentation alcoolique de leurs racines, Rouen, E. Cagniard, 1883
- Notes géologiques et minéralogiques recueillies en Normandie, Caen, F. Le Blanc-Hardel, 1865
- Notes sur les Crustacés fossiles des terrains jurassiques du département du Calvados. Découverte de l'Eryon Edwarsii dans le Lias supérieur et du Phitonoton Meyeri dans la grande oolithe et sur une agglomération considérable de mytilus gryphoides trouvée à la Caine (Calvados) dans le lias supérieur, Caen, A. Hardel, 1863
- Notes sur les équisétacées du grès liasique de Sainte-Honorine-la-Guillaume (Orne), Caen, F. Le Blanc-Hardel, 1881
- Notice biographique sur Alphonse de Brébisson, Caen, F. Leblanc-Hardel, 1874
- Quelques observations critiques sur les espèces du genre ″Monotropa″ L. qui croissent spontanément en Normandie, Paris, L. Martinet, (1862)
- Rapport sur quelques exploitations agricoles du Calvados, Caen, Hardel, 1863
- Résumé de conférences agricoles sur la culture, le rouissage et le teillage du lin, Caen, F. Le Blanc-Hardel, 1864
- Résumé des conférences agricoles sur la culture du pommier, la préparation et la conservation du cidre et la fabrication de l'eau-de-vie, Caen, F. Le Blanc-Hardel, 1868
- Résumé des conférences agricoles sur le drainage, faites dans les cantons ruraux du Calvados, Caen, Hardel, 1853
- Résumé des conférences agricoles sur le semis ou la plantation du blé en lignes, Caen, Hardel, 1858
- Résumé des conférences agricoles sur les distilleries de betteraves, Paris, Savy, 1860
- Résumé d'une conférence agricole sur les engrais minéraux et sur les moyens de les faire intervenir en vue de l'augmentation des récoltes, Caen, Le Blanc-Hardel, 1873
- Sur les empreintes offertes par les grès siluriens dans le département de l’Orne et connues vulgairement sous le nom de « pas de bœuf ». Séance du 26 août 1878 de l’Association normande, Paris, A. Chaix, 1879
- Transformation des étamines en carpelles dans plusieurs espèces de pavot, Caen, A. Hardel, 1862
- Utilité de la race ovine : améliorations dont elle est susceptible dans le Calvados, Caen, Delos, 1855